# 牛继马后
牛继马后，是三国至南北朝时期的一则谶语。

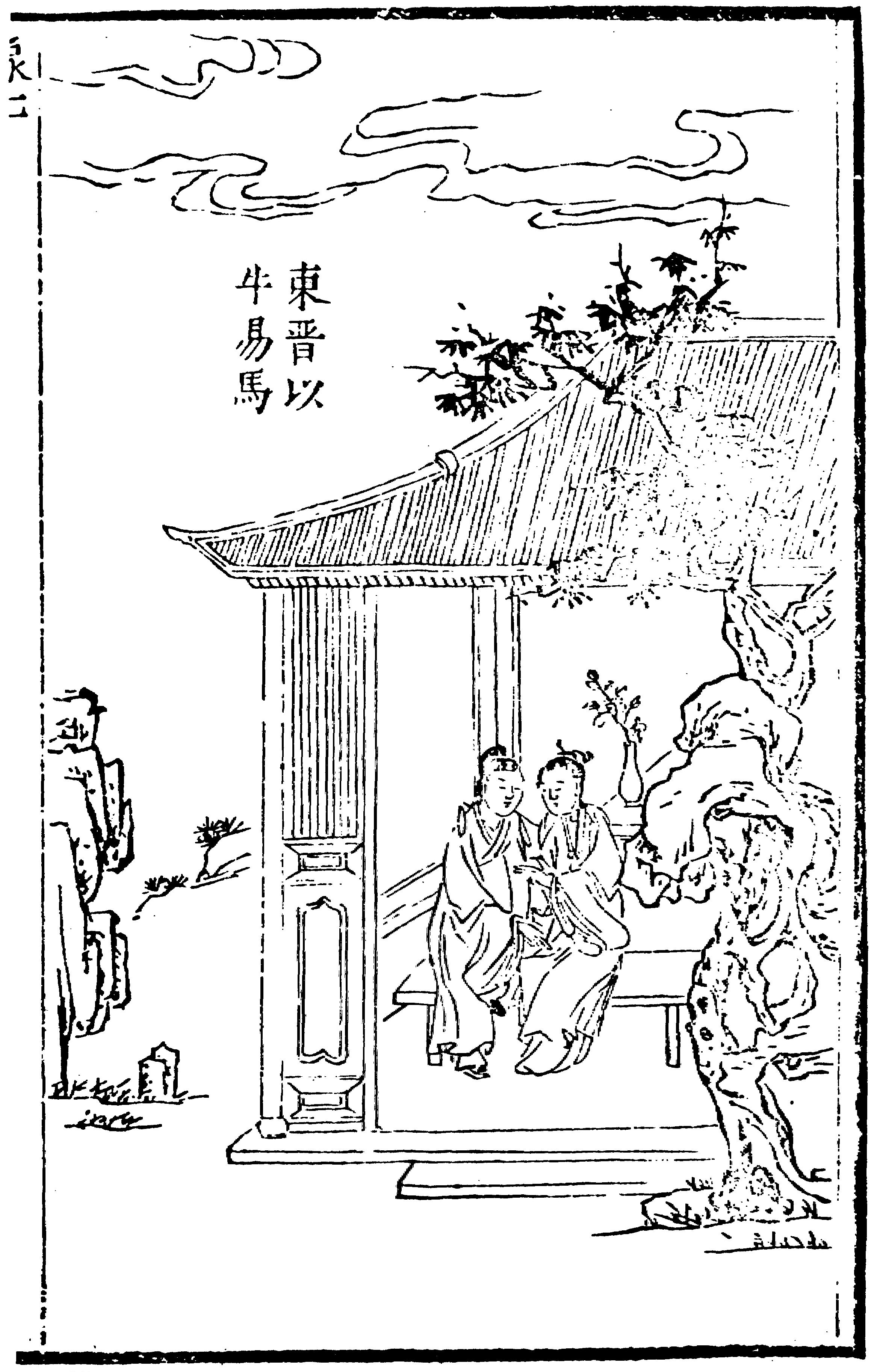
東晉以牛易馬

据东晋孙盛所著《晋阳秋》、沈约所著《宋书》和唐朝官方编订的《晋书》的记载，《玄石图》上有“牛继马后”的谶语，所以司马懿深刻忌讳牛氏，于是制作了一个能装两种酒只有一个口的酒器，自己先饮好酒，而将毒酒斟给大将牛金，将他毒死。而琅邪恭王司马觐的妃子夏侯光姬竟与琅邪国一个姓牛的小吏私通而生了晋元帝司马睿，有人说这就是“牛继马后”的符应。
据唐朝史学家刘知几的记载，牛继马后来自沈约所编著的《晋书》，沈约喜欢制造奇谈怪论，北齐的王劭认为这纯属于奇谈怪论，宋孝王也认为魏收将司马睿记载为牛金之子，计算两人的生卒年其实完全不相干。刘知几认为是魏收因为深深的嫉妒南方政权，希望记载其浅薄之处，于是在《魏书·司马叡传》详细的转述了沈约的记载。
景龙三年（709年）十二月，唐朝史学家元行冲编撰《魏典》三十卷，该书中认为魏明帝曹叡时期，河西的柳谷出现一块瑞石，有牛继马后的征兆。而元行冲研究事迹，认为自己的祖先拓跋什翼犍名犍，承接了晋朝的大命建立新的王朝。